# Макконахи, Мэттью
Мэ́ттью Дэ́вид МакКо́нахи (англ. Matthew David  McConaughey; род. 4 ноября 1969, Ювалде, Техас, США) — американский актёр и продюсер. Поначалу зарекомендовав себя как актёр, в основном, комедийного амплуа, во втором десятилетии XXI века Макконахи перешёл к крупным драматическим ролям, удостоившись ряда наград и положительных отзывов от кинопрессы за картины «Линкольн для адвоката», «Мад», «Киллер Джо», «Супер Майк», «Интерстеллар» и «Джентльмены».
За главную роль в драме «Далласский клуб покупателей» (2013) был удостоен множества наград, в том числе премии «Оскар», «Золотого глобуса» и награды Американской Гильдии киноактёров в категории «Лучший актёр». Также заметной в карьере Макконахи стала роль Растина «Раста» Коула в первом сезоне сериала-антологии «Настоящий детектив» (2014), принёсшая актёру премию «Выбор критиков» и номинации на «Эмми», SAG и «Золотой глобус».

## Биография

### 1969—1990: Ранние годы
Мэттью Макконахи родился 4 ноября 1969 года в городе Ювальде, штат Техас. Его мать Мэри Кэтлин (в девичестве Макгейб) — родом из города Трентон, штат Нью-Джерси. Она работала воспитательницей в детском саду, а позже стала писательницей. Его отец, Джеймс Дональд Макконахи, родился в 1929 году в штате Миссисипи, своё детство и юность провёл в Луизиане. Джеймс Макконахи профессионально играл в американский футбол. Он выступал за студенческую команду Кентуккийского университета «Kentucky Wildcats» и за команду Хьюстонского университета «Houston Cougars». В 1953 году Джеймс Макконахи был выбран командой Национальной футбольной лиги «Грин-Бей Пэкерс» в 27-м туре драфта, но покинул команду ещё до начала сезона и не провёл в НФЛ ни одной официальной игры. Родители Мэттью Макконахи дважды разводились и трижды женились друг на друге. У Мэттью Макконахи есть два старших брата — Майкл и Патрик. Майкл Макконахи по кличке «Rooster» родился в 1952 году. Майкл стал долларовым миллионером и принял участие в съёмках документального сериала «West Texas Investors Club» на телеканале «CNBC», а с 2018 года Майкл Макконахи принимает участие в шоу «Rooster and Butch» на телеканале «A&E». Средний сын Мэри и Джеймса — Патрик (род. в 1962 году), не родной брат Мэттью Макконахи. Мэри и Джеймс долгое время не могли зачать второго ребёнка и приняли решение к 10 дню рождения своего старшего сына Майкла в качестве своеобразного «подарка» усыновить мальчика. По этой же причине появление на свет Мэттью Макконахи не было запланировано и стало неожиданностью для семьи.
В 1980 году семья Мэттью Макконахи переехала из Ювалде в город Лонгвью, штат Техас, который располагался в паре часов езды к востоку от Далласа, поскольку в Лонгвью Джеймс Макконахи открыл бизнес по поставке труб для нефтепроводов . Мэттью Макконахи был очень популярен в старших классах школы, он даже побеждал в школьном голосовании в номинации «Самый красивый». Его популярность отложила отпечаток и на его увлечениях. Во время учёбы в старших классах Мэттью Макконахи очень любил вечеринки и ходить на свидания с девушками, до тех пор пока его приятель Роб Бенлерф не раскритиковал образ жизни Мэттью. После разговора с Робом Бенлерфом Макконахи стал проводить субботы за просмотром фильмов. С этой поры началось увлечение Макконахи кинематографом.
В 1988 году по программе обмена девятнадцатилетний Макконахи год прожил в австралийском городе Уорнервейл, штат Новый Южный Уэльс. После окончания школы Макконахи не определился до конца с тем, с какой профессией он хочет связать свою жизнь. Он выбирал между изучением юриспруденции в Южном методистском университете в Далласе и изучением кинематографа в Техасском университете в Остине. Вдохновившись книгой Ога Мандино «Величайший торговец в мире», Макконахи твёрдо решил связать свою жизнь с кинематографом. Для этого он поступил на факультет коммуникаций и в 1993 году окончил его по специальности «Радио, телевидение и кинематограф».

### 1991—2000: Начало карьеры и первая известность
Актёрскую карьеру Макконахи начал в 1991 году во время обучения в колледже. Его первыми актёрскими работами стали съёмки в рекламных роликах, в частности пива «Miller Lite» и Остинской газеты «Austin American-Statesman», в которой он впервые произнёс текст перед камерой. В ноябре 1992 года Макконахи сыграл главную роль в клипе Триши Йервуд и вокалиста группы Eagles Дона Хенли «Walkaway Joe». В том же 1992 году Мэттью Макконахи принял участие в съёмках сериала «Неразгаданные тайны».
В 1993 году состоялся дебют Мэттью Макконахи в кино, он снялся в эпизодической роли в фильме «Парень с того света». В этом же году Макконахи получает роль в фильме Ричарда Линклейтера «Под кайфом и в смятении». Макконахи рассказывал, что попал в фильм благодаря случайному знакомству с продюсером фильма Доном Филлипсом, которое состоялось в баре отеля Hyatt. Фильм получил положительные отзывы и приобрёл культовый статус, особенно в университетских городках США. Квентин Тарантино включил его в свой список 12 величайших фильмов в истории для журнала «Sight & Sound».
После последовали второстепенные роли в таких фильмах, как «Техасская резня бензопилой 4: Новое поколение», «Ангелы у кромки поля», «Парни побоку». Свою первую главную роль сыграл в фильме Джоэла Шумахера «Время убивать», по одноимённому роману Джона Гришэма. В конце 90-х также играл главные роли в фильмах «Контакт», «Амистад», «Эд из телевизора», «Ю-571» и «Братки Ньютоны».

### 2001—2010: Романтические комедии

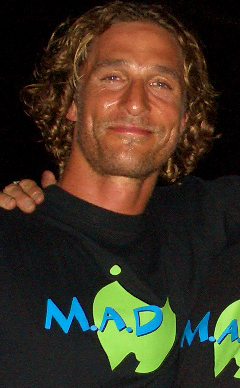
Макконахи на Managing Australian Destinations 2004

В начале 2000-х он снимается в романтических комедиях «Свадебный переполох» и «Как отделаться от парня за 10 дней», вместе с Дженнифер Лопес и Кейт Хадсон соответственно. В промежутке он играет в мелодраме «Маленькие пальчики» вместе с Кейт Бекинсейл и Гэри Олдменом, в фантастике «Власть огня» с Кристианом Бейлом и Джерардом Батлером, в триллере «Деньги на двоих» он сыграл вместе с Аль Пачино и Рене Руссо, а также сыграл серийного убийцу в фильме «Порок».
Макконахи играет главную роль в приключенческом фильме «Сахара», по мотивам одноимённого романа Клайва Касслера. В фильме также сыграли Пенелопа Крус и Стив Зан. В 2005 году журнал People называет актёра «Самым сексуальным мужчиной». Год спустя вместе с Сарой Джессикой Паркер играет в романтической комедии «Любовь и прочие неприятности» и играет футбольного тренера в фильме «Мы — одна команда». В 2008 году выходит фильм Бена Стиллера «Солдаты неудачи». В фильме рассказывается про группу избалованных неженок-актёров, которые снимаются в фильме о войне во Вьетнаме, и чтобы добиться от актёров большего, их высаживают в реальные джунгли. В фильме, помимо Макконахи и Стиллера, сыграли Роберт Дауни-младший, Джек Блэк, Стив Куган и Том Круз. Также в этом году вышли фильмы «Сёрфер» о незадачливом сёрфере Стиве Эддингтоне, и «Золото дураков» об авантюристах, которые ищут золото с затонувшего испанского галеона. В 2009 году выходит фильм «Призраки бывших подружек» о ловеласе, к которому приходят призраки всех его подружек.

### 2011—2014: «Макконассанс», драматические роли
Период с 2011 по 2014 год кинокритики иронично называют «Макконассанс» (от Макконахи + Ренессанс). В это время актёр отходит от комедийного амплуа и обращается к более серьёзным проектам.
В 2011 году вышел детектив «Линкольн для адвоката». Фильм рассказывает о блестящем и удачливом адвокате из Лос-Анджелеса, чей яркий имидж и образ жизни отлично дополняет его любимая машина «Линкольн». В этом же году Макконахи вместе с Джеком Блэком и Ширли Маклейн снялся в чёрной комедии «Берни», а также сыграл продажного полицейского и наёмного убийцу в триллере «Киллер Джо».
В начале 2012 года Макконахи вместе с Ченнингом Татумом снялся в фильме Стивена Содерберга «Супер Майк». Фильм частично основан на реальных событиях, которые происходили с Татумом, который в 19 лет подрабатывал стриптизёром в Тампе, Флорида. Картина имела успех у критиков и собрала в мировом прокате 167 млн долларов при бюджете в 7 млн, а сам Макконахи получил премию «Независимый дух» за лучшую мужскую роль второго плана. Также актёр снялся в драмах «Газетчик» и «Мад». Последний фильм принимал участие в конкурсной программе Каннского кинофестиваля.

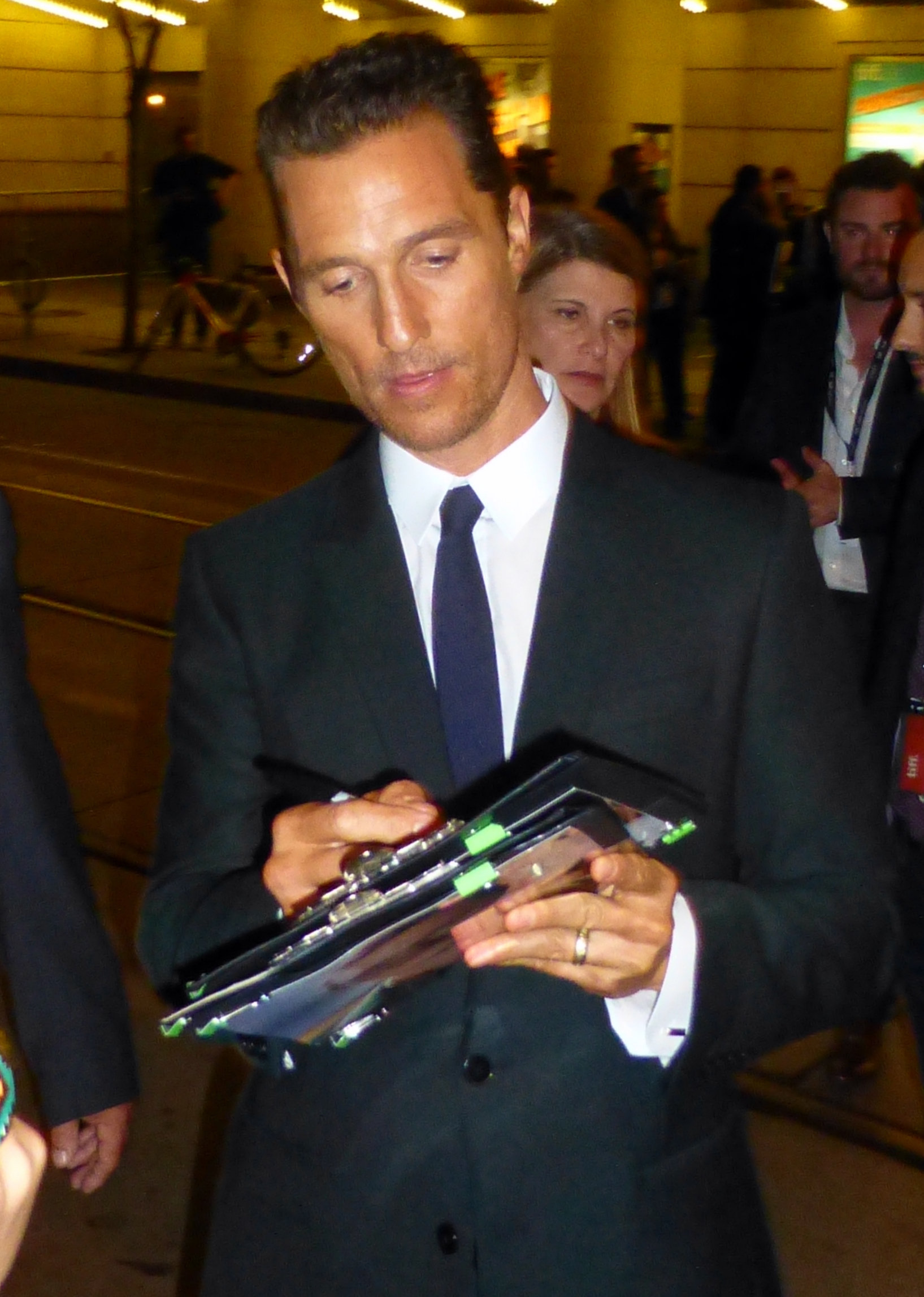
Макконахи на международном кинофестивале в Торонто, сентябрь 2013 года

В 2013 году Макконахи сыграл в фильме «Далласский клуб покупателей» роль Рона Вудруфа — электрика и родео-ковбоя, который узнаёт, что болен СПИДом. Для роли Макконахи похудел на 22 кг. Игру актёра высоко оценили критики, он получил множество наград, включая премии «Золотой глобус» и «Оскар» за лучшую мужскую роль.
В этом же году сыграл небольшую роль в фильме Мартина Скорсезе «Волк с Уолл-стрит», в котором солировал Леонардо Ди Каприо.
В 2014 году вместе с Вуди Харрельсоном сыграл главную роль в первом сезоне телесериала «Настоящий детектив» канала HBO. В этом же году вышел научно-фантастический фильм Кристофера Нолана «Интерстеллар», в котором Макконахи исполнил главную роль.
В апреле 2014 года был признан одним из 100 самых влиятельных людей в мире по версии журнала Time. Одобрительную речь о Макконахи написал для журнала режиссёр Ричард Линклейтер, снимавший актёра в комедии «Под кайфом и в смятении», озаглавив её «Самый удивительный актёр в Голливуде».
17 ноября 2014 стал обладателем именной звезды на Голливудской «Аллее славы». В 2018 году сыграл главную роль в триллере «Море соблазна» (реж. Стивен Найт). В фильме также сыграли Энн Хэтэуэй, Дайан Лейн и Джейсон Кларк.

### С 2015 года по настоящее время
В феврале 2020 года вышла криминальная комедия Гая Ричи «Джентльмены» о столкновении талантливого выпускника Оксфорда с влиятельным кланом миллиардеров из США. Помимо Макконахи в фильме снялись Генри Голдинг, Мишель Докери, Колин Фаррелл, Хью Грант и Чарли Ханнэм.
20 октября 2020 года издательство «Crown» выпустило автобиографическую книгу Макконахи «Зелёный свет», которая была включена в список бестселлеров The New York Times.

### Политическая деятельность
В мае 2021 года стало известно о намерении актёра баллотироваться на пост губернатора Техаса.
В июне 2022 года Макконахи присоединился к брифингу для прессы в Белом доме и выступил с двадцатиминутной речью за «здравые законы об оружии». После рассказа о стрельбе в начальной школе «Робб» он отметил: «Нам нужно ответственное владение оружием. Нам нужны проверки биографических данных. Нам нужно поднять минимальный возраст для покупки винтовки AR-15 до 21 года».

## Личная жизнь

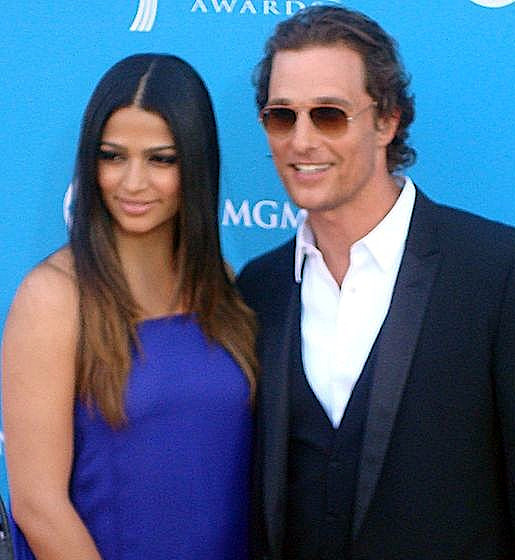
Камила Алвес и Мэттью Макконахи в 2010 году

У Мэттью Макконахи шотландские, английские, ирландские, шведские и немецкие корни. Его предки из Ирландии проживали на территории современной провинции Ольстер. Также известно, что родственником Мэттью Макконахи является бригадный генерал армии Конфедеративных Штатов Америки Дандридж Макрэй.
Макконахи встретился со своей нынешней женой — бразильской моделью Камилой Алвес в 2006 году. Их помолвка состоялась 25 декабря 2011 года. Пара поженилась по католическому обряду 9 июня 2012 года в городе Остин, штат Техас, в котором проживает семья Макконахи. У пары трое детей: дочь Вида Алвес Макконахи (родилась 3 января 2010 года) и сыновья Леви Алвес Макконахи (родился 7 июля 2008 года) и Ливингстон Алвес Макконахи (родился 28 декабря 2012 года).
Макконахи является христианином и, по его словам, посещает церковь каждое воскресенье вместе со своей семьёй и детьми. Во время своей речи на вручении премии «Оскар» в 2014 году, Макконахи со сцены поблагодарил Бога.
Макконахи совместно со своей женой Камилой Алвес создал и поддерживает некоммерческую благотворительную организацию «Just Keep Livin Foundation», которая занимается пропагандой здорового образа жизни среди учащихся старших классов школы. 25 февраля 2016 года благотворительная деятельность Макконахи была отмечена премией «unite4:humanity».
В 2005 году в интервью журналу «People» Мэттью Макконахи заявил, что он на протяжении более чем 20 лет не пользуется дезодорантом и одеколоном.
В вечернем шоу «Джимми Киммел в прямом эфире» Макконахи рассказал историю, согласно которой с самого детства он откликается только на имя «Мэттью», но никак не на имя «Мэтт», так как его мама Мэри запретила ему делать это, поскольку назвала Мэттью Макконахи в честь Левия Матфея.
Весной 2023 года стало известно, что актёр Вуди Харрельсон может быть братом Макконахи по отцу.

## Фильмография

### Кино

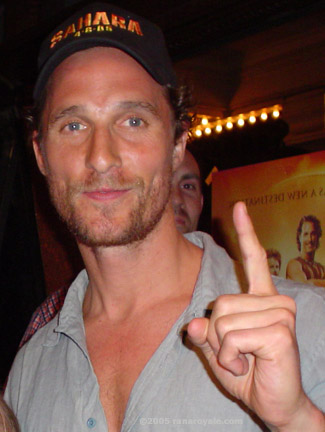
Макконахи в марте 2005 года на премьере фильма Сахара

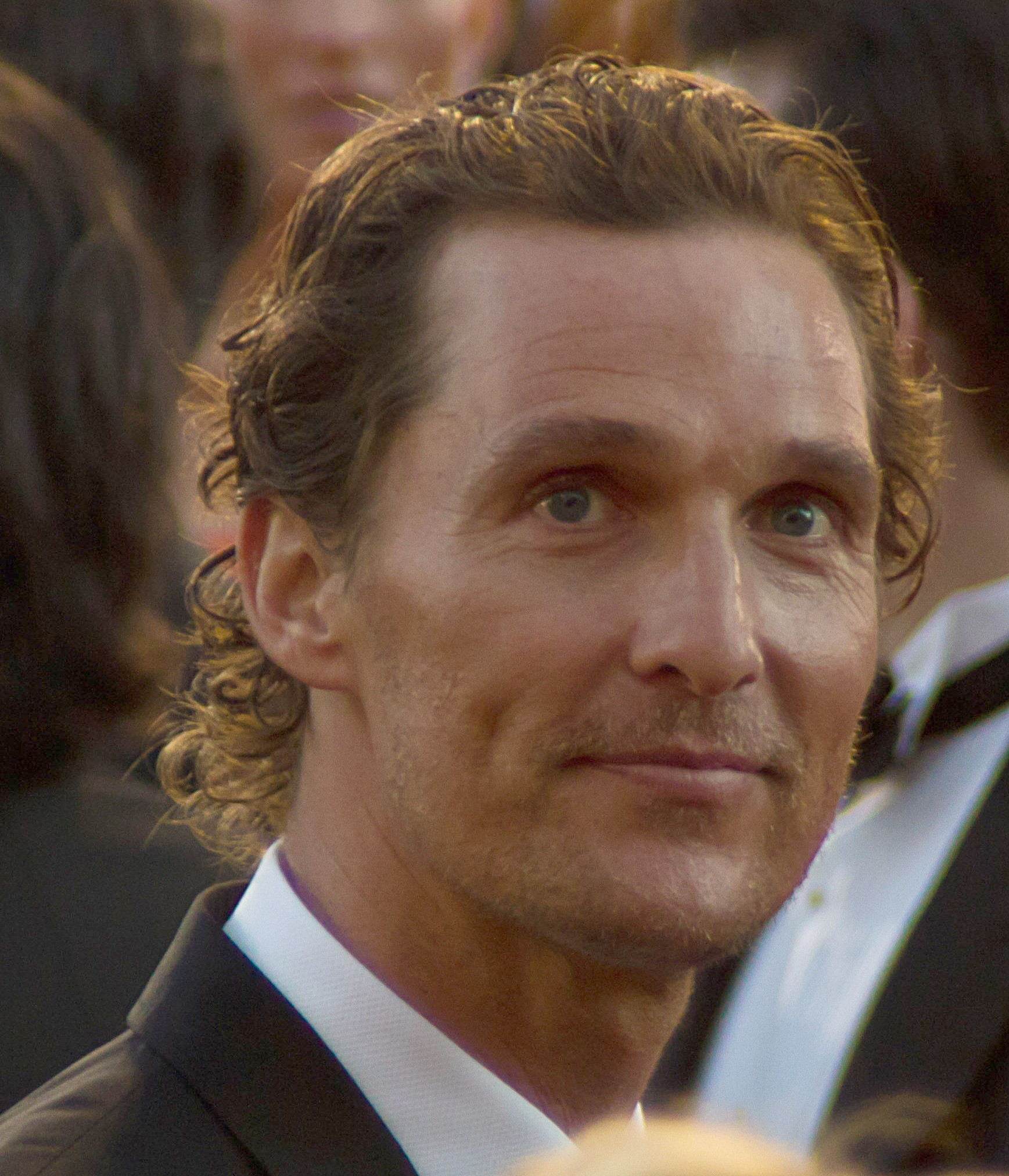
Макконахи на 83-й церемонии вручения кинопремии «Оскар»

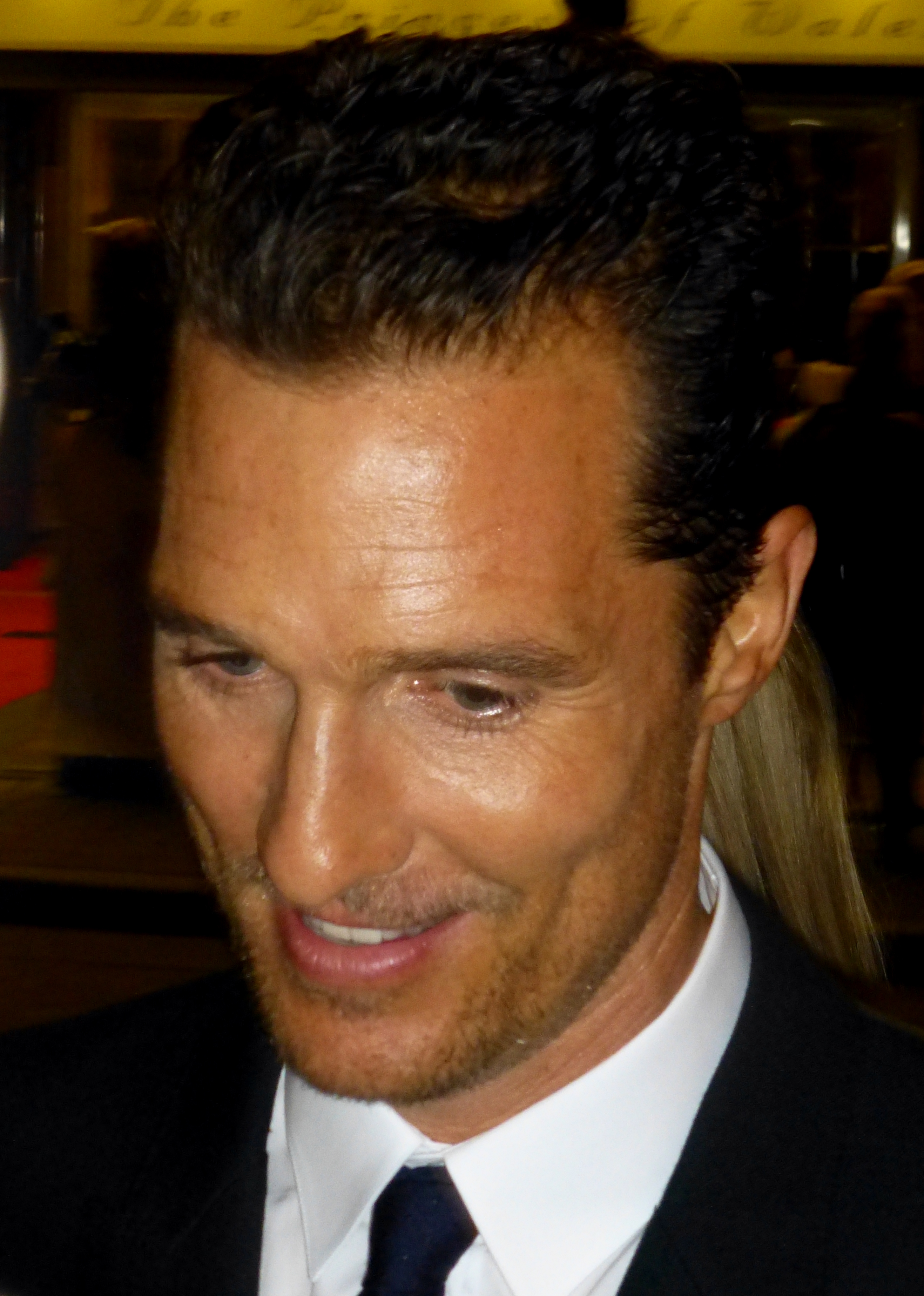
Макконахи на премьере фильма Далласский клуб покупателей на Кинофестивале в Торонто в 2013 году

| Год  |     | Русское название                              | Оригинальное название                        | Роль                                   |
| ---- | --- | --------------------------------------------- | -------------------------------------------- | -------------------------------------- |
| 1993 | ф   | Парень с того света                           | My Boyfriend’s Back                          | Парень № 2                             |
| 1993 | ф   | Под кайфом и в смятении                       | Dazed and Confused                           | Дэвид Вудерсон                         |
| 1994 | ф   | Ангелы у кромки поля                          | Angels in the Outfield                       | Бен Уильямс                            |
| 1994 | ф   | Техасская резня бензопилой 4: Новое поколение | Texas Chainsaw Massacre: The Next Generation | Уилмер Cлаутер                         |
| 1995 | ф   | Парни побоку                                  | Boys on the Side                             | офицер Эйб Линкольн                    |
| 1995 | ф   | Блеск славы                                   | Glory Daze                                   | парень из проката грузовых автомобилей |
| 1995 | ф   | Весна скорпиона                               | Scorpion Spring                              | Эль Рохо                               |
| 1995 | кор | Представление                                 | Submission                                   | Джо                                    |
| 1995 | кор | Суд                                           | Judgement                                    | заместитель Сэм Тейлор                 |
| 1996 | ф   | Звезда шерифа                                 | Lone Star                                    | Бадди Диидз                            |
| 1996 | ф   | Время убивать                                 | A Time to Kill                               | Джейк Тайлер Бригенс                   |
| 1996 | ф   | Больше чем жизнь                              | Larger Than Life                             | Тип Такер                              |
| 1997 | ф   | Контакт                                       | Contact                                      | Палмер Джос                            |
| 1997 | ф   | Амистад                                       | Amistad                                      | Роджер Шерман Болдуин                  |
| 1998 | ф   | Братки Ньютоны                                | The Newton Boys                              | Уиллис Ньютон                          |
| 1998 | кор | Делая сэндвичи                                | Making Sandwiches                            | Бад Хоаги                              |
| 1998 | док | Добро пожаловать в Голливуд                   | Welcome to Hollywood                         | камео                                  |
| 1998 | кор | Мятежник                                      | The Rebel                                    | —                                      |
| 1998 | ф   | 13 разговоров об одном                        | Thirteen Conversations About One Thing       | Трой                                   |
| 1999 | ф   | Эд из телевизора                              | EDtv                                         | Эд Пекурни                             |
| 1999 | тф  | Спокойной ночи                                | Bonne Nuit                                   | Нейтан                                 |
| 2000 | ф   | Ю-571                                         | U-571                                        | лейтенант Эндрю Тайлер                 |
| 2001 | ф   | Свадебный переполох                           | The Wedding Planner                          | Стиви Эдисон                           |
| 2002 | ф   | Порок                                         | Frailty                                      | Фентон/Адам Мейкс                      |
| 2002 | ф   | Власть огня                                   | Reign of Fire                                | Дентон Ван Зан                         |
| 2003 | ф   | Как отделаться от парня за 10 дней            | How to Lose a Guy in 10 Days                 | Бенджамин Барри                        |
| 2003 | ф   | Маленькие пальчики                            | Tiptoes                                      | Стивен                                 |
| 2005 | ф   | Сахара                                        | Sahara                                       | Дирк Питт                              |
| 2005 | ф   | Деньги на двоих                               | Two for the Money                            | Брэндон Лэнг                           |
| 2006 | ф   | Любовь и прочие неприятности                  | Failure to Launch                            | Трипп                                  |
| 2006 | ф   | Мы — одна команда                             | We Are Marshall                              | Джек Ленджиел                          |
| 2008 | ф   | Золото дураков                                | Fool’s Gold                                  | Бен «Финн» Финнеган                    |
| 2008 | ф   | Солдаты неудачи                               | Tropic Thunder                               | Рик Долбер                             |
| 2008 | ф   | Сёрфер                                        | Surfer, Dude                                 | Стив Эддингтон                         |
| 2009 | ф   | Призраки бывших подружек                      | Ghosts of Girlfriends Past                   | Коннор Мид                             |
| 2011 | ф   | Линкольн для адвоката                         | The Lincoln Lawyer                           | Микки Холлер                           |
| 2011 | ф   | Берни                                         | Bernie                                       | Дэнни Бак Дэвидсон                     |
| 2011 | ф   | Киллер Джо                                    | Killer Joe                                   | киллер Джо Купер                       |
| 2012 | ф   | Мад                                           | Mud                                          | Мад                                    |
| 2012 | ф   | Супер Майк                                    | Magic Mike                                   | Даллас                                 |
| 2012 | ф   | Газетчик                                      | The Paperboy                                 | Уорд Дженсен                           |
| 2013 | ф   | Далласский клуб покупателей                   | Dallas Buyers Club                           | Рон Вудруф                             |
| 2013 | ф   | Волк с Уолл-стрит                             | The Wolf of Wall Street                      | Марк Ханна                             |
| 2014 | ф   | Интерстеллар                                  | Interstellar                                 | Джозеф Купер                           |
| 2015 | ф   | Гроза начинается                              | Thunder Run                                  | Colonel Wesley                         |
| 2015 | ф   | Море деревьев                                 | The Sea of Trees                             | Артур Бреннан                          |
| 2016 | ф   | Свободный штат Джонса                         | Free State of Jones                          | Ньютон Найт                            |
| 2016 | кор | Линкольн: создание                            | Lincoln: Crafted                             | камео                                  |
| 2016 | ф   | Золото                                        | Gold                                         | Кенни Уэллс                            |
| 2017 | ф   | Тёмная башня                                  | The Dark Tower                               | Уолтер Падик (Рэндалл Флэгг)           |
| 2018 | ф   | Белый парень Рик                              | White Boy Rick                               | Ричард Вэрш-старший                    |
| 2019 | ф   | Море соблазна                                 | Serenity                                     | Дилл Бейкер                            |
| 2019 | ф   | Пляжный бездельник                            | The Beach Bum                                | Лунный Пёс                             |
| 2019 | ф   | Между двумя папоротниками                     | Between Two Ferns: The Movie                 | Мэтью Макконахи                        |
| 2020 | ф   | Джентльмены                                   | The Gentlemen                                | Майкл «Микки» Пирсон                   |
| 2024 | ф   | Дэдпул и Росомаха                             | Deadpool & Wolverine                         | Ковбой Дэдпул                          |
| 2025 | ф   | Соперники Амзиа Кинга                         | The Rivals of Amziah King                    | Амзиа Кинг                             |
| 2025 | ф   | Школьный автобус                              | The Lost Bus                                 | Кевин Маккей                           |

### Сериалы

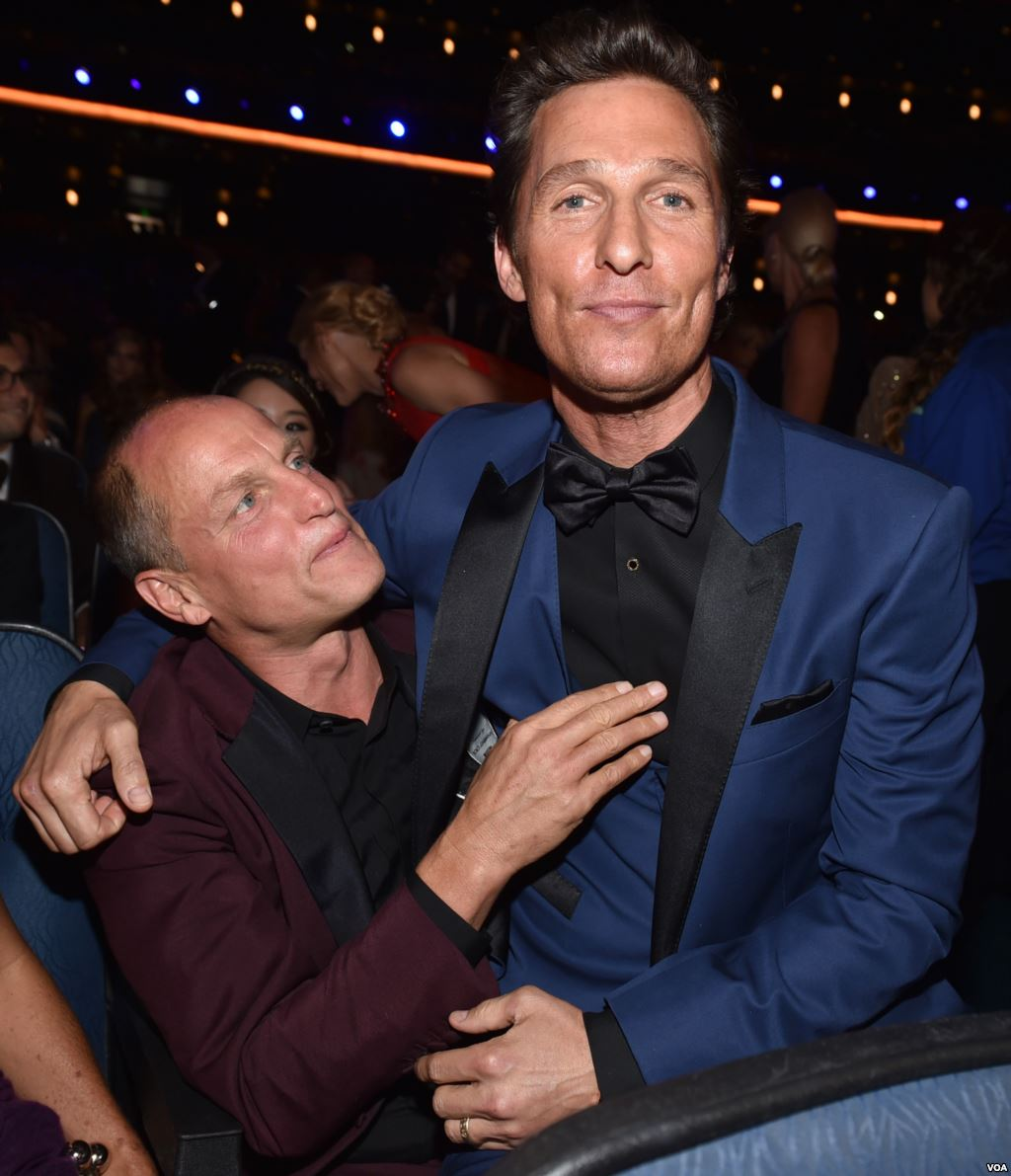
Макконахи (справа) с Вуди Харрельсоном (слева) на 66-й церемонии вручения премии «Эмми» в 2014 году

| Год       |   | Русское название      | Оригинальное название    | Роль                                                                                       |
| --------- | - | --------------------- | ------------------------ | ------------------------------------------------------------------------------------------ |
| 1992      | с | Неразгаданные тайны   | Unsolved Mysteries       | Ларри Дикенс                                                                               |
| 2000      | с | Секс в большом городе | Sex and the City         | в роли самого себя                                                                         |
| 2003      | с | Свобода: история США  | Freedom: A History of US | Чарльз Хоффман / Александр Стивенс / Уильям Вуд / Эндрю Джонсон / Джон Суинтон / Марк Твен |
| 2009—2013 | с | На дне                | Eastbound & Down         | Рой Макдэниел                                                                              |
| 2014      | с | Настоящий детектив    | True Detective           | Раст Коул, главная роль                                                                    |
| 2023      | с | Агент Элвис           | Элвис Пресли             | Актёр дубляжа; ведущий актер; также исполнительный продюсер                                |
|           | с | Братья                | Brothers                 | В роли себя                                                                                |

### Участие в музыкальных видеоклипах
| Год  | Исполнитель                   | Клип                                    | Роль                     |         |
| ---- | ----------------------------- | --------------------------------------- | ------------------------ | ------- |
| 1992 | Триша Йервуд и Дон Хенли      | «Walkaway Joe»                          | Walkaway Joe             |         |
| 1996 | Джон Мелленкамп               | «Key West Intermezzo (I Saw You First)» | Один из персонажей клипа |         |
| 2012 | Бутч Уокер и The Black Widows | «Synthesizers»                          | Дэвид Вудерсон           |         |
| 2024 | Nine Ball                     | Zach Bryan                              | Главная роль             | [ 133 ] |

### Актёр озвучивания
| Год  |     | Русское название        | Оригинальное название                          | Роль                  |
| ---- | --- | ----------------------- | ---------------------------------------------- | --------------------- |
| 1999 | мс  | Царь горы               | King of the Hill                               | Rad Thibodeaux        |
| 2005 | док | Путешествие на Луну 3D  | Magnificent Desolation: Walking on the Moon 3D | Эл Бин                |
| 2016 | мф  | Кубо. Легенда о самурае | Kubo and the Two Strings                       | Жук/Хандзо, отец Кубо |
| 2016 | мф  | Зверопой                | Sing                                           | Бастер Мун            |
| 2021 | мф  | Зверопой 2              | Sing 2                                         | Бастер Мун            |
| 2023 | мс  | Агент Элвис             | Agent Elvis                                    | Элвис Пресли          |
| TBA  | ки  | Исход                   | Exodus                                         | С. К. Орлев           |

### Режиссёр, сценарист, продюсер
| Год       |     | Русское название       | Оригинальное название | Примечание                    |
| --------- | --- | ---------------------- | --------------------- | ----------------------------- |
| 1992      | кор | Колесницы Чикано       | Chicano Chariots      | режиссёр                      |
| 1998      | кор | Мятежник               | The Rebel             | режиссёр, сценарист, продюсер |
| 2005      | ф   | Сахара                 | Sahara                | исполнительный продюсер       |
| 2008      | ф   | Сёрфер                 | Surfer, Dude          | продюсер                      |
| 2009      | кор | Пристрастие к Facebook | Addicted to Facebook  | исполнительный продюсер       |
| 2014—2015 | с   | Настоящий детектив     | True Detective        | исполнительный продюсер       |
| 2016      | ф   | Золото                 | Gold                  | продюсер                      |

## Награды и номинации
К настоящему времени[какому?] имеет 41 награду и ещё 74 номинации, оставшиеся без победы, в области кино.
Ниже перечислены основные награды и номинации.

### Награды
- Премия «Оскар»
  - 2014 — Лучшая мужская роль — за фильм «Далласский клуб покупателей»
- Премия «Золотой глобус»
  - 2014 — Лучшая мужская роль (драма) — за фильм «Далласский клуб покупателей»
- Премия «Сатурн»
  - 2013 — Лучший актёр — за фильм «Киллер Джо»

### Номинации
- Премия «Золотой глобус»
  - 2015 — Лучшая мужская роль (мини-сериал или телефильм) — за роль Раста Коула в телесериале «Настоящий детектив»
- Премия «Эмми»
  - 2014 — Лучшая мужская роль в драматическом телесериале — за эпизод «Тьма над бездною» сериала «Настоящий детектив»[143]
- Премия «Сатурн»
  - 2015 — Лучший актёр — за фильм «Интерстеллар»